# Ayía Marína (ort i Grekland, Grekiska fastlandet, Fthiotis, lat 38,90, long 22,58)
Ayía Marína (Agia Marina) är en ort i Grekland.   Den ligger i prefekturen Fthiotis och regionen Grekiska fastlandet, i den centrala delen av landet, 140 km nordväst om huvudstaden Aten. Ayía Marína ligger 5 meter över havet och antalet invånare är 355.
Terrängen runt Ayía Marína är kuperad norrut, men söderut är den platt. Havet är nära Ayía Marína åt sydost.  Närmaste större samhälle är Lamia, 13,0 km väster om Ayía Marína. 